# Geneickener Straße 179 (Mönchengladbach)

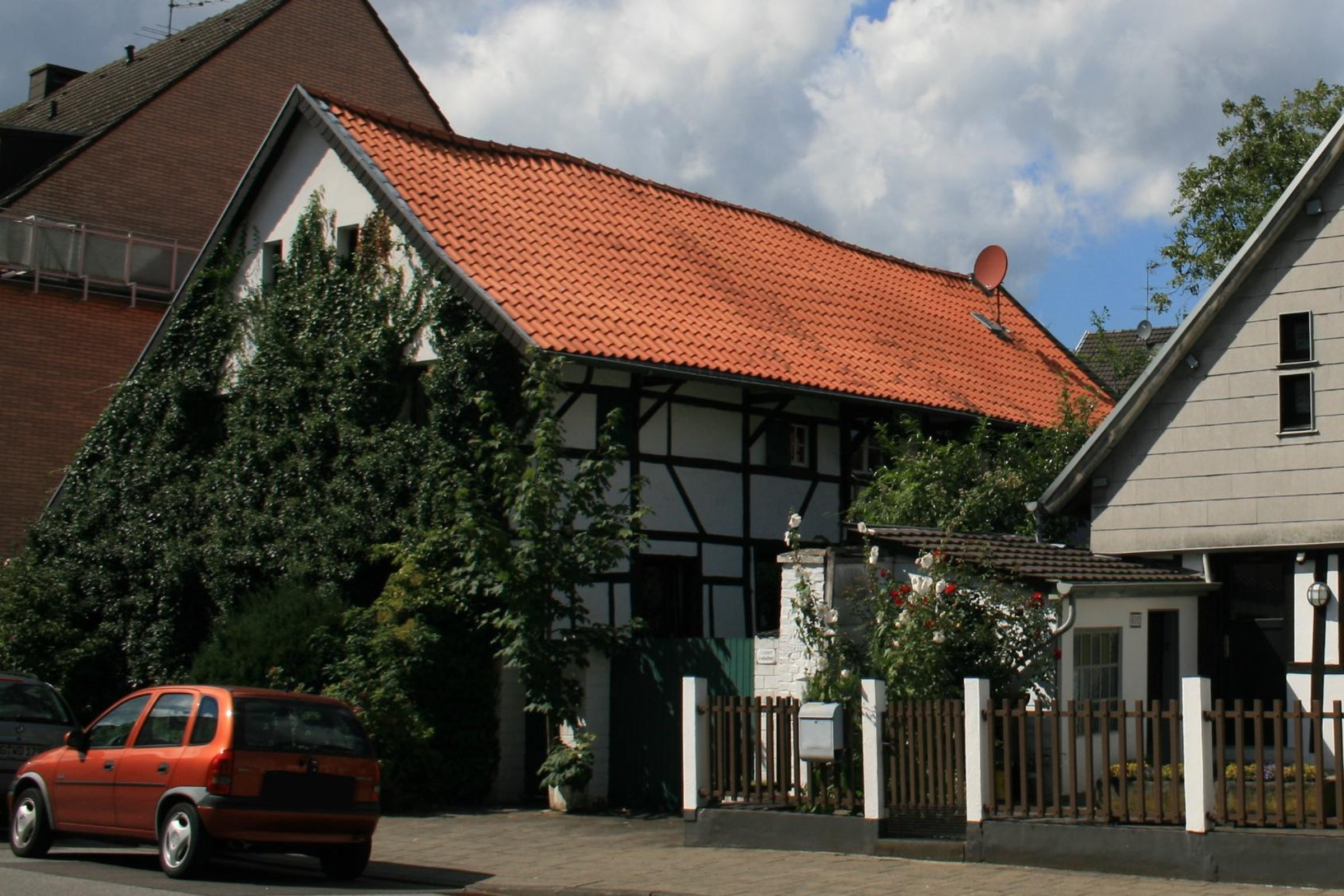
Fachwerkhofanlage (2010)

Die Fachwerkhofanlage Geneickener Straße 179 steht im Stadtteil Bonnenbroich-Geneicken in Mönchengladbach (Nordrhein-Westfalen).
Das Gebäude wurde um die Jahrhundertwende erbaut. Es ist unter Nr. G 001 am 4. Dezember 1984 in die Denkmalliste der Stadt Mönchengladbach eingetragen worden.

## Architektur
Das Objekt ist Teil eines Kleinbauernhofes bzw. Teil des benachbart liegenden größeren Gebäudes Nr. 181a. Die zweigeschossige Fassade des kleinen Hofes an der Ostseite ist überwiegend in sehr altem Fachwerk mit Türen- und Fenstergliederung kleinteilig überwiegend original erhalten.